# Lockheed XP-58 Chain Lightning
Lockheed XP-58 Chain Lightning – prototypowy samolot myśliwski, wersja rozwojowa myśliwca P-38 Lightning opracowana początkowo jako prywatne przedsięwzięcie firmy Lockheed.
Planowano dwie wersje nowego myśliwca – jednoosobową uzbrojoną w jedno działko 20 mm i cztery karabiny maszynowe oraz dwuosobową dodatkowo uzbrojoną w dwa ruchome karabiny maszynowe, po jednym na końcu każdego ogona. Początkowo planowano użyć silników Pratt & Whitney XH-2600, ale kiedy okazało się, że nie będą one dostępne zamieniono je na silniki Wright R-2160. W tym samym czasie zdecydowano zamienić dwa karabiny maszynowe umieszczone w ogonie na dwie wieżyczki (jedną pod kadłubem i jedną u góry kadłuba), każdą z dwoma karabinami maszynowymi 12,7 mm. W tej wersji masa własna samolotu wzrosła aż do 15.532 kg. Pierwszy prototyp powstał w sierpniu 1941 r.
Dowództwo USAAF wyraziło zainteresowanie projektem Lockheeda i zdecydowało się na finansowanie budowy drugiego prototypu XP-58 którego zasięg miał wynosić 4800 km. We wrześniu 1942 postanowiono zmienić rolę samolotu z dalekosiężnego myśliwca eskortowego na „niszczyciel czołgów” co spowodowało znaczne zamieszanie i wymusiło wiele zmian w konstrukcji samolotu. Ostatecznie jednak USAAF zadecydował, że do roli „niszczyciela czołgów” bardziej będzie nadawał się znajdujący się wtedy w fazie eksperymentalnej Beechcraft XA-38 Grizzly i ponownie zmieniło rolę „Błyskawicy” tym razem na „myśliwiec przechwytujący” przeznaczony do rozbijania nieprzyjacielskich formacji bombowców, uzbrojony w armatę 75 mm, anulując jednocześnie kontrakt na drugi prototyp.
Kiedy w styczniu 1943 okazało się, że silniki Tornado nie będą dostępne na czas, zdecydowano raz jeszcze zmienić jednostki napędowe samolotu, tym razem na silniki Allison V-3420 i USAAF ponownie zdecydowało się na wybudowanie drugiego prototypu. Pierwszy XP-58 odbył wreszcie pierwszy lot 6 czerwca 1944, ale projekt posuwał się do przodu bardzo powoli z powodu innych zadań firmy. Ostatecznie pod koniec 1944 cały projekt został zakończony, a drugi prototyp nigdy nie został zbudowany.